# Otis Junction
Otis Junction az Amerikai Egyesült Államok északnyugati részén, Oregon állam Lincoln megyéjében, a U.S. Route 101 egykori és az Oregon Route 18 jelenlegi nyomvonalának csomópontjában elhelyezkedő önkormányzat nélküli település.
Itt található a James Beard-díjas Otis Café.
1999-ben és 2004-ben hárommillió dollárért eladásra kínálták a kávézót a benzinkúttal, bolttal, büfével, egy 25 férőhelyes istállóval, kettő lakóházzal, hangárral, garázzsal, közösségi házzal, a postával, egy autójavítóval és 0,77 km2-nyi szántófölddel együtt. A területet Vivian Lematta, a kávézó tulajdonosának nagyapja 1910-ben vásárolta meg az őslakosoktól nyolcszáz dollár értékben. A térségben erdőmegóvási program zajlott.

## Fordítás
- Ez a szócikk részben vagy egészben  az   Otis Junction, Oregon című angol Wikipédia-szócikk ezen változatának fordításán alapul.  Az eredeti cikk szerkesztőit annak laptörténete sorolja fel. Ez a jelzés csupán a megfogalmazás eredetét és a szerzői jogokat jelzi, nem szolgál a cikkben szereplő információk forrásmegjelöléseként.
- Ez a szócikk részben vagy egészben  az   Otis, Oregon című angol Wikipédia-szócikk ezen változatának fordításán alapul.  Az eredeti cikk szerkesztőit annak laptörténete sorolja fel. Ez a jelzés csupán a megfogalmazás eredetét és a szerzői jogokat jelzi, nem szolgál a cikkben szereplő információk forrásmegjelöléseként.